# بخش اووانوکر
بخش اووانوکر (به سوئدی: Ovanåkers kommun) یک ناحیه شهری در سوئد است که در شهرستان یولبوری واقع شده‌است.